# Gerrit Zalm
Gerrit Zalm, né le 6 mai 1952 à Enkhuizen, est un homme politique néerlandais membre du Parti populaire pour la liberté et la démocratie, ancien vice-Premier ministre, et ministre des Finances des Pays-Bas à deux reprises.

## Éléments personnels

### Formation et carrière
En 1969, il entreprend des études supérieures de sciences économiques à l'université libre d'Amsterdam, dont il ressort diplômé en 1975. Il entre la même année dans l'administration publique, comme fonctionnaire du bureau des affaires économiques du ministère des Finances, affecté à la division chargé de la préparation du budget. Il prend la direction du bureau deux ans plus tard, puis de la division de la préparation du budget en 1978.
Il est promu en 1980 au poste de chef du secrétariat central d'évaluation du ministère des Finances, avant de devenir, en 1981, directeur adjoint pour les questions budgétaires. Deux ans plus tard, il est choisi comme directeur général adjoint de la politique économique, au sein du ministère des Affaires économiques, puis accède finalement au poste de directeur général, en 1985.
Il passe trois ans à ce poste, jusqu'à sa nomination comme sous-directeur du bureau de planification central (CPB), en 1988. Le 1er janvier 1989, il est désigné directeur du CPB, occupant ce poste jusqu'en 1994. À partir de 1990, il le cumule avec celui de professeur de politique économique à l'université libre d'Amsterdam.
Après sa carrière politique, il a été chef économiste de la DSB Bank de 2007 à 2009. Il est en outre consultant interne chargé des frais administratifs et de la stratégie chez PriceWaterhouseCoopers depuis 2007, et président du conseil d'administration d'ABN Amro depuis 2009.

### Vie privée
Sans confession, il est remarié depuis 1982. De sa première union sont nés un fils et une fille, tandis que deux fils et une fille sont issus de la seconde.

## Carrière politique
Il a été membre du Parti du travail (PvdA) dans les années 1970, et en a même présidé la section municipale d'Enkhuizen. Il appartient au Parti populaire pour la démocratie et la liberté (VVD) depuis 1984, et en a été fait membre honoraire en 2007.

### Ministre des Finances de Wim Kok
Le 22 août 1994, Gerrit Zalm est nommé ministre des Finances dans la première « coalition violette », réunissant le PvdA, le VVD et les Démocrates 66 (D'66), dirigée par le social-démocrate Wim Kok. Il met alors en place une règle, appelée « règle Zalm », selon laquelle toute recette budgétaire supplémentaire doit être utilisée pour réduire la dette publique et non pour de nouvelles dépenses, et instaure, en 1998, ce qui deviendra le « snip de Zalm », à savoir une réduction des impôts locaux de cent florins, une quantité communément appelée snip.
La même année, il est élu député à la seconde Chambre des États généraux lors des élections législatives du 6 mai, puis reconduit à son poste de ministre des Finances dans la seconde coalition violette le 3 août suivant. Lorsque le cabinet démissionne, le 16 avril 2002, il est chargé de l'intérim jusqu'à la formation d'un nouveau cabinet, à la suite des élections législatives du 15 mai.

### Chef du VVD
Le parti ayant perdu quatorze députés sur trente-huit au cours de ce scrutin, il est choisi pour remplacer Hans Dijkstal comme président du groupe parlementaire et chef politique du VVD. La coalition de droite, constituée de l'Appel démocrate-chrétien (CDA), des libéraux et de la Liste Pim Fortuyn (LPF, populiste), qui se met en place à compter du 22 juillet, s'effondre dès le 16 octobre, du fait des dissensions internes à la LPF. Le 2 novembre, il est choisi comme chef de file du VVD pour les élections législatives anticipées du 22 janvier 2003, au cours desquelles il obtient vingt-huit députés, soit quatre de plus qu'en 2002.

### Ministre des Finances de Jan Peter Balkenende

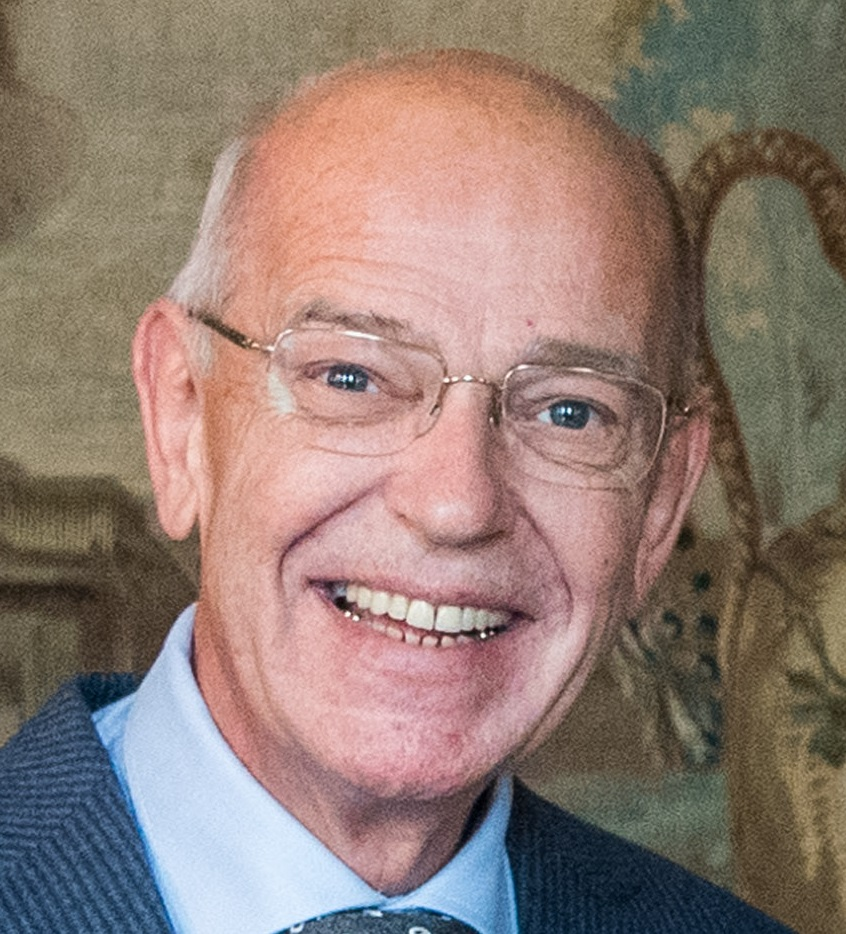
Zalm en 2017.

À la suite de la formation d'une coalition entre le CDA, le VVD et les D'66, il devient, le 27 mai, vice-Premier ministre et ministre des Finances sous la direction de Jan Peter Balkenende, Premier ministre sortant. Au cours de ce second mandat, il assure notamment la privatisation, à hauteur de 49 %, de l'aéroport de Schiphol, et dépose plusieurs projets de loi sur la surveillance financière et bancaire. Lorsque les D'66 se retirent de la coalition, le 30 juin 2006, il est chargé de l'intérim du ministère des Affaires économiques jusqu'à ce que Balkenende forme un gouvernement minoritaire, sept jours plus tard, dans lequel ce département ministériel est confié à son secrétaire d'État, Joop Wijn.
Détenteur du record de longévité à la tête du ministère des Finances avec un mandat cumulé de onze ans, il annonce son retrait de la vie politique le 26 novembre 2006, quatre jours après les élections législatives anticipées au cours desquelles le VVD a perdu trois points et six députés. Il affirme toutefois que sa décision était antérieure au scrutin et n'avait donc rien à voir avec ces résultats.